# Relaciones República de China-República Dominicana
Las relaciones República Dominicana-Taiwán fueron las relaciones internacionales entre Taiwán (oficialmente República de China) y la República Dominicana. Los dos países establecieron relaciones diplomáticas en 1944, y finalizaron el 30 de abril de 2018. A pesar de esto una encuesta reveló que el 71% de los dominicanos favorece el restablecimiento de las relaciones con Taiwán, "Dominicanos desean el "respeto a la soberanía nacional y no están dispuestos a la injerencia de China"". 

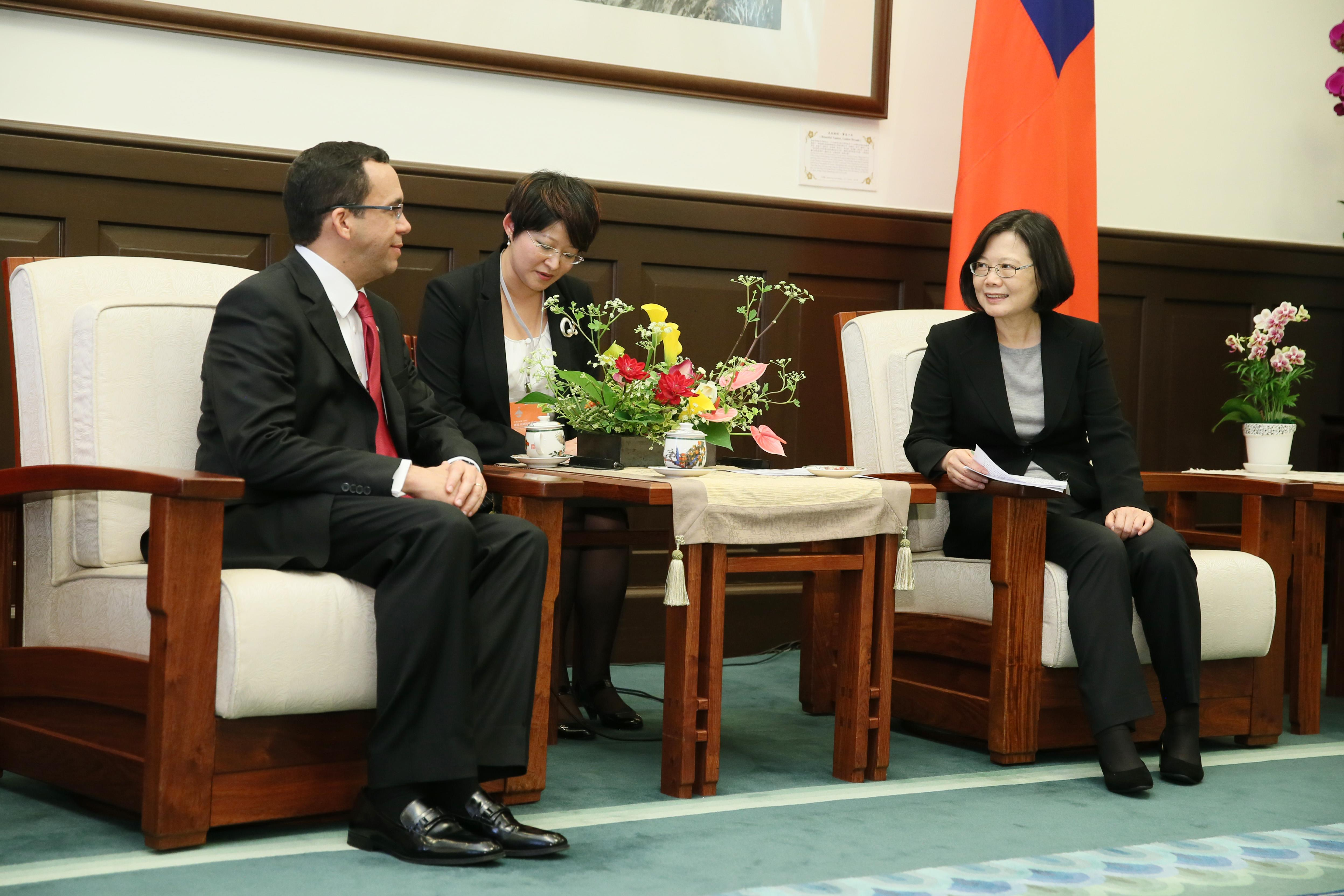
El ministro de Relaciones Exteriores de la República Dominicana, Andrés Navarro, y el presidente de la República de China, Tsai Ing-wen, en Taiwán.

## Misiones diplomáticas y personal
La embajada de Taiwán en la República Dominicana se encontraba en el barrio de Bella Vista de Santo Domingo. La embajada de la República Dominicana se situaba en el Distrito Shilin de Taipéi. Víctor Manuel Sánchez Peña sirvió como embajador de República Dominicana en Taipéi de 1997 a 2000 y de nuevo de 2004 a 2011.
En abril de 2012, Julia Ou (區美珍), una funcionaria de la Embajada de Taipéi, fue encontrada apuñalada en el dormitorio de su apartamento en Santo Domingo. El asesinato siguió sin resolver para el final del año.

## Visitas bilaterales
En agosto de 2008, el presidente taiwanés, Ma Ying-jeou, visitó Santo Domingo y se reunió con el presidente de la República Dominicana, Leonel Fernández. Acordaron que los dos países comenzarían a presionar para la firma de un acuerdo de libre comercio.

## Rompimiento de relaciones
El 30 de abril de 2018, el Consultor Jurídico del Poder Ejecutivo del Palacio Presidencial, Flavio Darío Espinal, anunció en la noche que la República Dominicana rompió relaciones con la República de China e iniciaría las relaciones con la República Popular China, también declarando que el Gobierno dominicano reconoce una sola China, la República Popular China y que reconoce que Taiwán es parte de esta.